# 阿特伍德山
77°16′S 142°17′W / 77.267°S 142.283°W
阿特伍德山（英語：Mount Atwood）是南極洲的山峰，位於瑪麗伯德地，處於福特山脈的克拉克山脈西側，海拔高度1,180米，在1940年由美國研究隊發現，現時由南極條約體系管理。